# Cerreto Castello

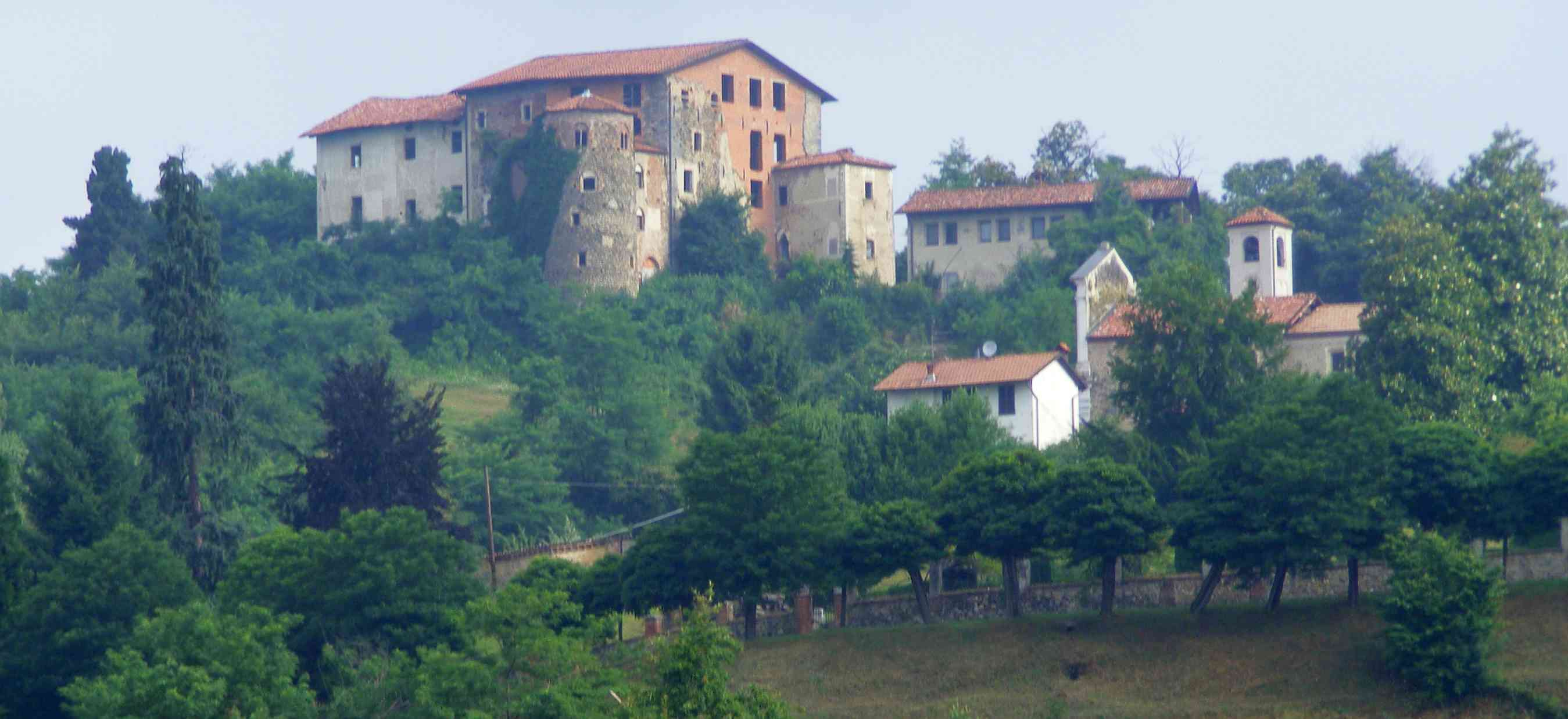
Vista de Cerreto Castello.

Cerreto Castello es una localidad y comune italiana de la provincia de Biella, región de Piamonte, con 676 habitantes.

## Evolución demográfica
| Gráfica de evolución demográfica de Cerreto Castello entre 1861 y 2001 |
|                                                                        |
| Fuente ISTAT - elaboración gráfica de Wikipedia                        |